# وسیله انفجاری

سه لوله دینامیت
A. خاک اره (یا هر نوع دیگری از مواد جذب‌کننده) برای جذب مواد. B. پوشش محافظ اطراف مواد منفجره. C. کلاه انفجاری. D. سیم اتصال به کلاه انفجاری. E. نوار نگهدار دینامیت در جای خود.

وسیله انفجاری (به انگلیسی: Explosive device)، وسیله‌ای است که بر مبنای واکنش حرارت‌زایی مواد منفجره متکی است که آزادسازی شدید و ناگهانی انرژی را امکان‌پذیر می‌سازد.
برنامه‌های کاربردی که در آنها از مواد منفجره استفاده می‌شوند عبارتند از:
- انفجار ساختمان (تخریب)
- حفاری
- شکل‌دهی انفجاری
- جوشکاری انفجاری
- معدن‌کاری
- قتل عمد
  - ترور
- کنترل شورش
- تروریسم
- جنگ

انواع دستگاه‌های انفجاری عبارتند از:
- سلاح انفجاری
  - مین ضد نفر
  - توپخانه گلوله‌های
  - بمب
  - نارنجک
  - بمب کنارجاده‌ای
  - مین
  - بمب اتمی
  - مهمات منفجر نشده
- خودرو بمب گذاری‌شده
- بمب پستی
- نارنجک بی‌حس کن
- قدری آتشکاری
  - آتش‌بازی
- Explosively pumped flux compression generator
- Explosive-driven ferroelectric generator